# Thomas Kurscheid

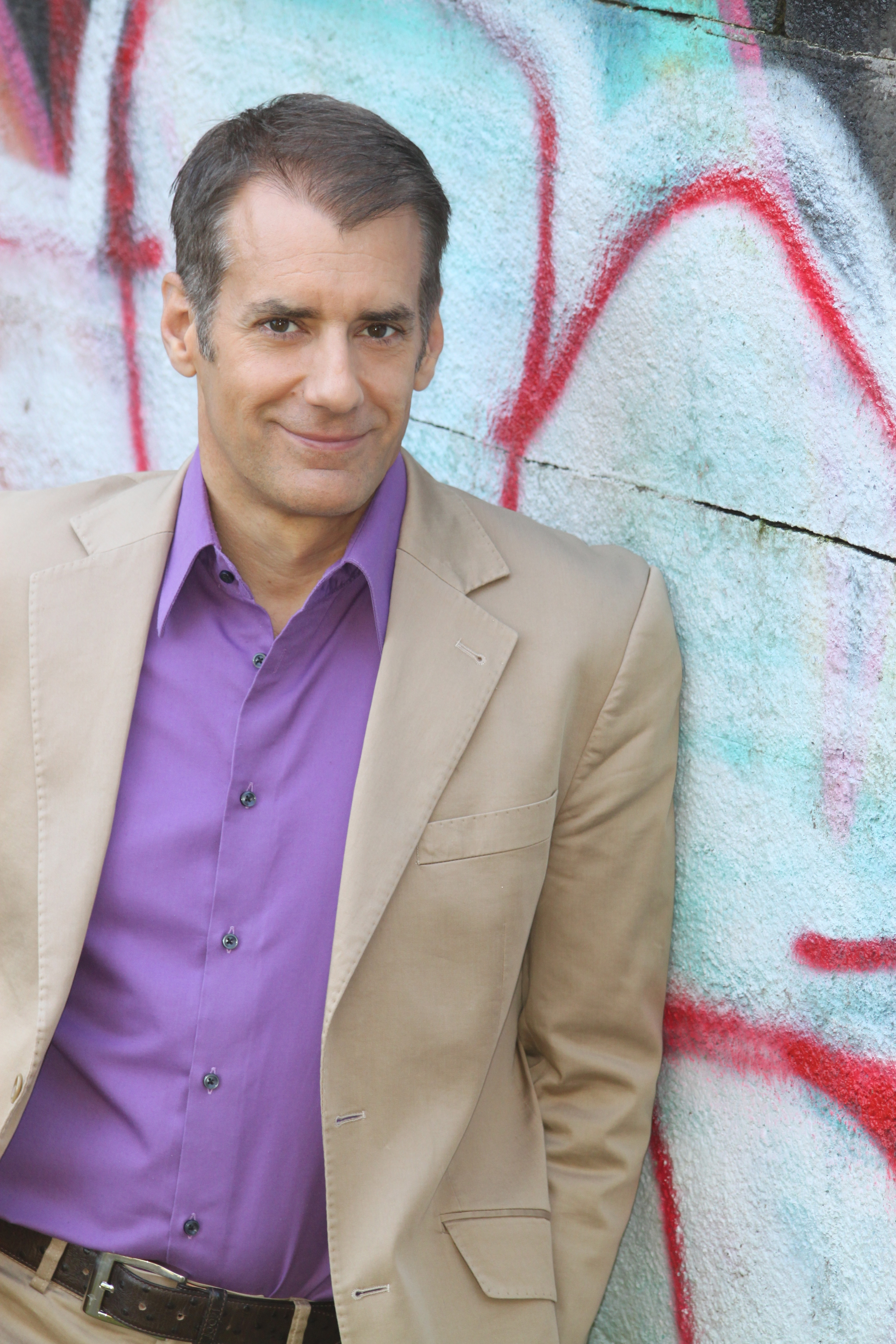
Thomas Kurscheid (2012)

Thomas Kurscheid (* 8. Mai 1964 in Bensberg) ist ein deutscher Mediziner, Buchautor von Ratgebern und  TV-Experte zu medizinischen Themen.

## Werdegang
Kurscheid absolvierte ein Medizinstudium und eine Facharztausbildung in Budapest, Köln und London. Er promovierte 1992 über die „Nekrotisierende Enterokolitis“, eine Darmerkrankung bei Säuglingen. Er ist Facharzt für Allgemeinmedizin sowie Ernährungs- und Sportmediziner. 1996 schloss er zusätzlich mit dem Titel „Master of Public Health“ (MPH) den Studiengang Gesundheitswissenschaften (inkl. Epidemiologie) an der Universität Düsseldorf ab.
Anschließend arbeitete Kurscheid drei Jahre wissenschaftlich am Institut für Gesundheitsökonomie und klinische Epidemiologie der Universität zu Köln sowie für die internationale Gesundheitsökonomie der BASF Pharma. Schwerpunkte seiner Arbeit waren die Adipositas und Herz-Kreislauf-Erkrankungen sowie deren Vorbeugung. Es folgten vier Jahre im Gesundheitsmanagement der DKV in Köln. Ab 2003 war er ärztlicher Geschäftsführer des goMedus-Gesundheitszentrums in Köln und ist als niedergelassener Arzt in Köln tätig. 2018 gründete Kurscheid die „Gesellschaft für Gesundes Gewicht“. Ziel der Gesellschaft ist die curriculare Weiterbildung von Ärzten und Gesundheitsberufen zur Behandlung von Übergewicht und Adipositas.
Thomas Kurscheid ist Dozent an der Hochschule Fresenius in Köln. Als Gesundheitswissenschaftler und Facharzt für Allgemeinmedizin sowie Sport- und Ernährungsmediziner hält er Vorträge zu Gesundheitsproblemen in den Bereichen Ernährung, Bewegung und Verhalten.

## Fernsehsendungen
Insgesamt hatte Thomas Kurscheid rund 420 Auftritte in TV-Sendungen, darunter:
- Total gesund! Mit Britt und Dr. Kurscheid (Sat1, 2017-2018)[6]
- Diagnose unbekannt – Letzte Hoffnung Dr. Kurscheid (SAT.1 GOLD, 2017)[7]
- Die Ärzte – der Medizintalk im ZDF (ZDF, 2009–2011)[8]
- ARD-Morgenmagazin meist 14-täglich zu verschiedenen Themen (ARD, 2007–2009)
- Deutschland isst... mit Tim Mälzer (ARD, 2009)[9]
- Der Grosse Gesundheits-Check (WDR, 2005–2008)[10]

## Publikationen
- Die Necrotisierende Enterocolitis. Dissertation. Universität Köln. Köln 1992.
- The cost implications of obesity for health care and society. Int J Obes Relat Metab Disord. 1998 Aug;22 Suppl 1:S3-5; discussion S6.
- Conception and conversion of medical technology assessment--an international comparison. Z Arztl Fortbild Qualitatssich. 1998 May;92(4):255-62.
- Weight reduction by sibutramine in obese subjects in primary care medicine: the SAT Study. Exp Clin Endocrinol Diabetes. 2004 Apr;112(4):201-7.
- Dr. Kurscheid´s Großer Gesundheitscheck. VGS Egmont 2008.
- Vergleichsstudie: Effektivität der nutrigenetischen Analyse „CoGAP MetaCheck®“ zur Gewichtsreduktion. AdipositasSpektrum, 2-2013: 10-16.
- Dein Körper belügt Dich!. Südwest Verlag 2013.
- Low Carb – Neuester Stand: mit Low Carb HiFi ballaststoffreich und gesund abnehmen. Becker Joest Volk Verlag 2018.
- Schlank mit Low Carb – High Fibre: Hochwirksam gegen Übergewicht und Fettleber. Becker Joest Volk Verlag 2019.